# Équipe de France militaire de ski
L'Équipe de France militaire de ski (Efms) est une équipe constituée de sportifs de haut niveau. Elle voit le jour lors des Jeux Olympiques de Paris de 1924 et participe à de nombreuses compétitions internationales avant la 2ème guerre mondiale. Elle est officiellement créée en 1947 et installée à Chamonix au sein de l'École militaire de haute montagne.
Cette équipe a vu défiler des générations de skieurs et d'entraineurs d'exception, appelés du contingent ou militaires de l'Armée de Terre.
À la suite de la suppression du service militaire en 2002, l'Efms a rejoint le 1er aout 2014 le bataillon de Joinville au sein du Centre national des sports de la défense pour y tenir le rang de compagnie hiver interarmées.

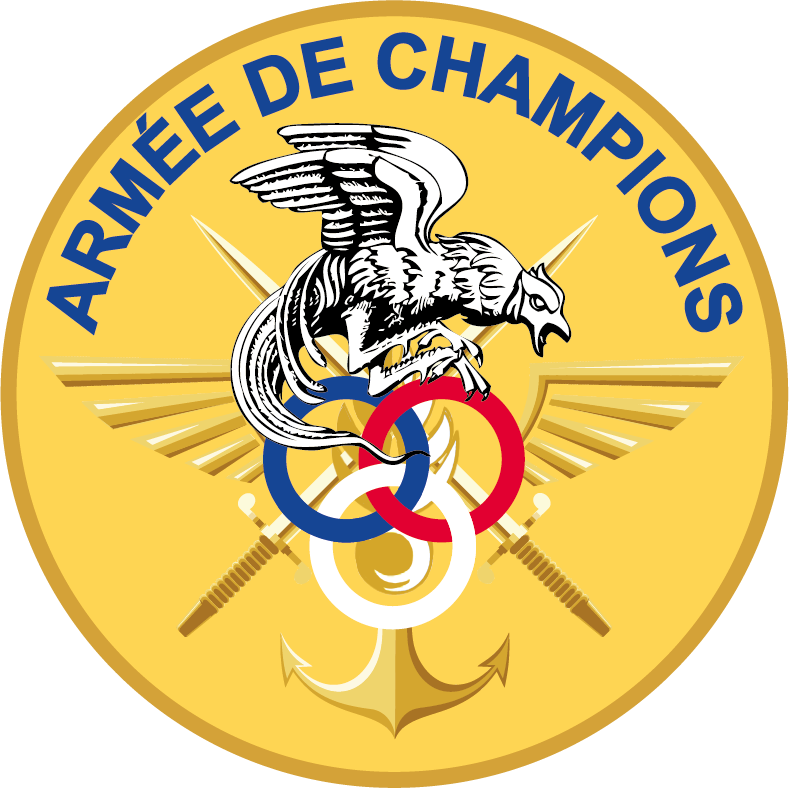
Armée de Champions

## Les sportifs célèbres de l'Efms
- Martin Fourcade
- Patrice Bailly-Salins
- Vincent Vittoz
- Jean-Claude Killy
- Luc Alphand
- Tessa Worley
- Perrine Laffont
- Vincent Defrasne
- Hervé Balland
- Véronique Claudel
- Franck Picard
- Adrien Duvillard
- Gilles Marguet
- laetitia Roux
- Steeve Missilier
- Jonathan Midol
- Bastien Midol
- Edgar Gros-Piron
- Sébastien Amiez
- Sandrine Bailly
- Hervé Balland
- Florence Baverel
- Honoré Bonnet
- Christian Dumont
- Robert Flematti
- Enak Gavaggio (Rancho)
- Jean-Baptiste Grange
- Fabrice Guy
- Jean-Pierre Vidal
- Michel Vion

## Historique
Pionniers dans la pratique du ski, les chasseurs alpins organisent et participent à des compétitions de niveau national ou international. La référence étant l'organisation et la participation aux jeux olympiques de Chamonix en 1924.[réf. nécessaire]
En 1936, l'EFMS participe aux jeux olympiques de Garmisch.

### 1947, création officielle de l'Efms
En 1947, les armées décident de regrouper une partie des meilleurs athlètes du ski français au sein d'une équipe.
En cette année pré-olympique, l'équipe s'installe à San-Anton (AUT) pour préparer les jeux olympiques de Saint-Moritz (SUI). Le premier patron de l'Efms est le lieutenant Henri-Benjamin Maerten, il est dans le même temps athlète au sein de cette équipe. Il sera commandant de l'équipe de 1947 à 1954.En janvier 1947, à Villach (AUT) se déroule une rencontre entre la France et l'Angleterre. la patrouille française tient sa 1ère victoire.
En 1948, aux jeux olympiques de saint-Moritz, la patrouille du lieutenant Paganon composé du sergent-chef Benoit Lizon et des caporaux-chefs Bossoney et Morand obtient une 5e place sur 13 au classement des nations. Les jeux olympiques terminés, l'équipe s'installe au village du tour et rejoint l'école de haute montagne(EHM).

### 2014, L'Efms est intégrée au bataillon de Joinville
Malgré la fin de la conscription en 2002, l'EFMS reste constituée et lors de la remise sur pied du bataillon de Joinville en 2014, elle y est intégrée. Elle reste toutefois stationnée au sein de l'EMHM à Chamonix. Avec la professionnalisation des armées, l'Efms offre des contrats de travail à des sportifs de haut niveau, leur permettant ainsi de se concentrer sur leurs objectifs.

### Saison 2020-2021
Le staff dirigé par un directeur est composé de 5 personnels : 2 techniciens (Sch Alexandre Rousselet entraineur équipe de France A de ski de fond et Cch Simon Fourcade entraineur équipe de France junior de Biathlon), 1 gestionnaire administratif et  1 logisticien.
Cette équipe commande et gère 32 athlètes dont 4 handisports répartis dans 12 disciplines : 
- Le ski alpin groupe technique (Sgt Tessa Worley, 1Cl Thibaut Favrot, 1Cl Cyprien Sarrazin)
- Le ski alpin groupe vitesse (Mdl Nils Allegre, Cch Adrien Theaux, Cpl Brice Roger, 1Cl Blaise Giezendanner, Sdt Romane Miradoli)
- Le ski de fond (Cpl Enora Latuilliere, Sdt Delphine Claudel, Mdl Lucas Chanavat, Cpl Richard Jouve, Cpl Baptiste Gros, Sdt Jules Lapierre)
- Le biathlon (Sgt Anais Bescond, Sgt Simon Desthieux, Cch Celia Aymonier, Cpl Antonin Guigonnat, Sdt Fabien Claude)
- Le snowboard (Sch Pierre Vaultier, Mdl Nelly Moenne-loccoz, Sdt Merlin Surget)
- Le ski cross (Cch Bastien Midol, Cpl Alizée Baron, 1Cl Jonathan Midol)
- Le ski de bosses (1Cl Perrine Laffont, 1Cl Benjamin Cavet)
- Le ski freestyle (Mdl Antoine Adelisse)
- Le paraski alpin (Asc Marie Bochet)
- Le paraski nordique (Asc Benjamin Daviet, Asc Anthony Chalençon)
- Le para-snowboard cross (Asc Maxime Montagionni)
- Le ski alpinisme (Sdt Thibault Anselmet)

### Saison 2021-2022
12 disciplines :
- Le ski alpin groupe technique (Sgt Tessa Worley, 1Cl Thibaut Favrot, 1Cl Cyprien Sarrazin)
- Le ski alpin groupe vitesse (Mdl Nils Allegre, Cch Adrien Theaux, Cpl Brice Roger, 1Cl Blaise Giezendanner, Sdt Romane Miradoli)
- Le ski de fond ( Sdt Delphine Claudel, Mdl Lucas Chanavat, Cpl Richard Jouve, Sdt Jules Lapierre, Sdt Hugo Lapalus)
- Le biathlon (Sgt Anais Bescond, Sgt Simon Desthieux, Cch Celia Aymonier, Cpl Antonin Guigonnat, Sdt Fabien Claude)
- Le snowboard cross (Sch Pierre Vaultier, Sdt Merlin Surget, Sdt Julia Pereira-de-sousa)
- Le ski cross (Cch Bastien Midol, Cpl Alizée Baron, 1Cl Jonathan Midol)
- Le ski de bosses (1Cl Perrine Laffont, 1Cl Benjamin Cavet)
- Le ski freestyle (Mdl Antoine Adelisse)
- Le paraski alpin (Asc Marie Bochet)
- Le paraski nordique (Asc Benjamin Daviet, Asc Anthony Chalençon)
- Le para-snowboard cross (Asc Maxime Montagionni)
- Le ski alpinisme (Sdt Thibault Anselmet, Sdt Emily Harrop)

### Saison 2022-2023
l'équipe s'est agrandi de 18 athlètes dont 2 nouvelles disciplines.

14 disciplines :
- Le ski alpin groupe technique (Sch Tessa Worley, Sgt Thibaut Favrot, Sgt Cyprien Sarrazin)
- Le ski alpin groupe vitesse (Sgt Adrien Theaux, Mdl Nils Allegre, Sgt Romane Miradoli, Sgt Brice Roger, Sgt Blaise Giezendanner )
- Le ski de fond ( Mdl-C Lucas Chanavat, Sgt Richard Jouve, Sgt Jules Lapierre, Sgt Hugo Lapalus, Sdt Jules Chappaz, Sdt Arnaud Chautemps, Sdt Delphine Claudel, Sdt Flora Dolci, Sdt Léna Quintin)
- Le biathlon (Sgt Anais Bescond, Sch Simon Desthieux, Sgt Antonin Guigonnat, Sgt Fabien Claude, Sdt Paula Botet, Sdt Chloé Chevalier, Sdt Emilien Claude, Lou Jeanmonnot, Sdt Eric Perrot)
- Le snowboard cross (Sch Pierre Vaultier, Sgt Merlin Surget, 1cl Julia Pereira-de-sousa, Sdt Trespeuch Chloé)
- Le ski cross (Sgt Bastien Midol, Sgt Alizée Baron, Sgt Jonathan Midol)
- Le ski de bosses (Sgt Perrine Laffont, Sgt Benjamin Cavet)
- Le ski freestyle (Mdl Antoine Adelisse)
- Le paraski alpin (Asc Marie Bochet)
- Le paraski nordique (Asc Benjamin Daviet, Asc Anthony Chalençon)
- Le para-snowboard cross (Asc Maxime Montagionni)
- Le ski alpinisme (Sgt Thibault Anselmet, 1Cl Emily Harrop, Sdt Léna Bonnel, Sdt Samuel Equy, Sdt Xavier Gachet, Sdt Mollaret-Gachet, Sdt Perillat-Pessey)
- le bobsleigh (Sdt Margot BOCH, Sdt Carla Senechal)
- le saut à ski (Sdt Joséphine Pagnier)

les résultats de la saison :
COUPE DU MONDE
34 médailles d’or
34 médailles d’argent
28 médailles de bronze
TOTAL: 96 Podiums

Classement général de la saison
Gros globe de cristal :
Sergent Thibault ANSELMET– Gros globe (Ski alpinisme)
Sdt Emily HARROP– Gros globe (Ski alpinisme)
Sergent Perrine LAFFONT - Gros globe (ski de bosses)

2ème du classement général:
Asc Benjamin DAVIET – Fond
Asc Benjamin DAVIET - Biathlon
3ème du général:
Soldat Célia PERILLAT-PESSEY - (Ski alpinisme)
TOTAL: 6

Classement général de la spécialité de la saison
Petit globe de cristal :
Sergent Perrine LAFFONT - petit globe (dual)
Soldat 1cl Emily HARROP–petit globe (Sprint)
Soldat Axelle MOLLARET - petit globe (Individuel)
Asc Maxime MONTAGGIONI – petit globe (Banked)

2ème du classement général de la spécialité:
Sergent Thibault ANSELMET– individuel(Ski alpinisme)
Soldat Axelle MOLLARET – vertical(Ski alpinisme)
Soldat Célia PERILLAT-PESSEY – Sprint(Ski alpinisme)
Sergent Perrine LAFFONT – individuel(bosses)
Marechal des logis chef Lucas CHANAVAT – Sprint(fond)

3ème du classement général de la spécialité :
Sergent Thibault ANSELMET– sprint(Ski alpinisme)
Sergent Thibault ANSELMET– vertical(Ski alpinisme)
Asc Maxime MONTAGGIONI – snowX

TOTAL: 12

CHAMPIONNATS DU MONDE PARA

Titres de champion du monde :0

Titres de vice champion du monde:1
Asc CHALENCON fond

médaillés de bronze : 4
Asc MONTAGGIONI Banked et Cross
Asc DAVIET Biathlon et Fond
TOTAL:  5

CHAMPIONNATS D’EUROPE JUNIOR

Titre de champion d'Europe
Sdt BOCH Bobsleigh
TOTAL: 1

CHAMPIONNATS DU MONDE MILITAIRE
Titres de champion du monde individuel: 1
1Cl HARROP Ski alpinisme

Titres de champion du monde handisport individuel: 1
Asc DAVIET fond

Titres de champion du monde en équipe: 4
JOUVE/CHAPPAZ fond sprint
DOLCI/JEANMONNOT/BOTET/CHEVALIER Patrouille militaire
LAPIERRE/PERROT/GUIGONNAT/CLAUDE Patrouille militaire
HARROP/GACHET/EQUY relais mixte ski alpinisme

Titres de vice champion du monde individuel: 5
DOLCI Fond
LAPIERRE Fond
PERROT Biathlon
BOTET Biathlon
PERILLAT-PEISSEY Ski alpinisme

Titres de vice champion du monde en équipe: 2
QUINTIN/DOLCI fond sprint

Médaillés militaires individuel: 2
JEANMONNOT Biathlon
MOLLARET Ski alpinisme

Médaillés militaires en équipe:
0
TOTAL: 24

CHAMPIONNATS DU MONDE

Titres de champion du monde individuel : 3
LAFFONT bosses individuel et dual
MOLLARET Individuel

titres de champion du monde par équipe: 3
HARROP/MOLLARET Team race
HARROP/MOLLARET Team longue distance
GUIGONNAT/CLAUDE Relais biathlon hommes

Titres de vice champion du monde individuel : 3
ANSELMET Sprint
EQUY longue distance
BONNEL longue distance

Titres de vice champion du monde par équipe: 1
GACHET Team race

Médaillés de bronze individuel : 3
CHAPPAZ fond sprint classique
HARROP ski alpinisme Sprint
GACHET ski alpinisme longue distance

Médaillés de bronze en équipe: 3
TRESPEUCH/SURGET snowboard team sprint
JOUVE fond team sprint

TOTAL: 16

### Saison 2023-2024
Quelques mouvement dans l'équipe cette année. le départ à la retraite du SCH Tessa WORLEY, du SGT Bastien MIDOL, du SGT Jonathan MIDOL, du SGT Anais BESCOND, du SCH Simon DESTHIEUX et du SCH Pierre VAULTIER). L'arrivée de 3 nouveaux pour les remplacer: Le soldat Sophie CHAUVEAU, le Soldat Steven AMIEZ et le Soldat Talia SOLITUDE. Ainsi que la nomination de plusieurs athlètes aux grades de sous-officiers grâce à leur nouveau palmarès et à leur attachement aux armées.
14 disciplines :
- Le ski alpin groupe technique ( Sgt Thibaut Favrot,  le Sdt Steven Amiez)
- Le ski alpin groupe vitesse (Sgt Adrien Theaux, Mdl Nils Allegre, Sgt Romane Miradoli, Sgt Brice Roger, Sgt Blaise Giezendanner, Sgt Cyprien Sarrazin)
- Le ski de fond ( Mdl-C Lucas Chanavat, Sgt Richard Jouve, Sgt Jules Lapierre, Sgt Hugo Lapalus, Sgt Jules Chappaz, 1Cl Arnaud Chautemps, Sgt Delphine Claudel, Sgt Flora Dolci, 1Cl Léna Quintin)
- Le biathlon ( Sgt Antonin Guigonnat, Sgt Fabien Claude, Sgt Paula Botet, Sgt Chloé Chevalier, 1Cl Emilien Claude, Sgt Lou Jeanmonnot, Sgt Eric Perrot, Sdt Sophie Chauveau)
- Le snowboard cross (Sgt Merlin Surget, Sgt Julia Pereira-de-sousa, 1Cl Trespeuch Chloé)
- Le ski cross (Sgt Bastien Midol, Sgt Alizée Baron, Sgt Jonathan Midol)
- Le ski de bosses (Sgt Perrine Laffont, Sgt Benjamin Cavet)
- Le ski freestyle (Mdl Antoine Adelisse)
- Le paraski alpin (Asc Marie Bochet)
- Le paraski nordique (Asc Benjamin Daviet, Asc Anthony Chalençon)
- Le para-snowcross (Asc Maxime Montagionni)
- Le ski alpinisme (Sgt Thibault Anselmet, Sgt Emily Harrop, 1Cl Léna Bonnel, Sgt Samuel Equy, Sgt Xavier Gachet, Sgt Mollaret-Gachet, 1Cl Perillat-Pessey)
- le bobsleigh (1Cl Margot BOCH, 1Cl Carla Senechal, Sdt Talia Solitude)
- le saut à ski (1Cl Joséphine Pagnier)